# Jonas Öfverbom
Jonas Öfverbom, född 24 januari 1758 i Norrland, död 11 juli 1819 i Stockholm, var en svensk matematiker, geodet och meteorolog.
Öfverbom studerade de matematiska vetenskaperna vid Uppsala universitet och fick 1780 tjänst som kammarskrivare vid Krigskollegium, men fann ett mera egentligt fält för sina anlag i Lantmäterikontoret, där han blev auskultant 1783, e.o. ingenjör 1786 och premiäringenjör 1791. Han invaldes i Krigsmannasällskapet 1797, i Vetenskapsakademien 1799 och i Lantbruksakademien 1813. 
På kartografins område utgav Öfverbom en karta över Finska viken (1788), en över Åland samt postvägen mellan Sverige och Finland (1789) och en över Heinola hövdingedöme (1793). Hans sammandrag av geometriska kartor över byar, hemman och lägenheter förblev outgivna, av brist på medel, men begagnades av Samuel Gustaf Hermelin till dennes stora kartverk.
Av större betydelse blev Öfverboms medverkan, under ledning av Jöns Svanberg, i gradmätningen i Lappland 1801-03. Han uppfann därunder ett ekvialtitudinstrument och flera anordningar som underlättade arbetet. Han utarbetade vidare Uppskattningstabeller (1804) och publicerade i Vetenskapsakademiens handlingar meteorologiska avhandlingar om medelvärmen i Stockholm under en 50-årsperiod (1808; översatt till engelska i Thomsons Annals of Philosophy) och Om värmen under olika årstider i Torneå (1817).